# Iwankowci (gmina Wełes)
Iwankowci (mac. Иванковци) – wieś w centralnej Macedonii Północnej, administracyjnie i terytorialnie należąca do gminy Wełes. W 2002 roku liczyła 857 mieszkańców.

Według danych ze spisu powszechnego przeprowadzonego w 2002 roku, Iwankowci zamieszkiwało 857 osób deklarujących następującą narodowość:
- Macedończycy – 685 (79,93%)
- Serbowie – 172 (20,07%)